# Pablo Augusto Ferrari
Pablo Augusto Ferrari (Buenos Aires, 11 de setembro de 1949) é um matemático argentino, membro da  Academia Brasileira de Ciências e do Instituto Internacional de Estatística e professor Emérito na Universidade de Buenos Aires. Era professor Titular do Instituto de Matemática e Estatística da Universidade de São Paulo e participava do centro de pesquisa NeuroMat. 
Pablo Ferrari é filho do artista conceitual contemporâneo León Ferrari.

## Biografia
Pablo Ferrari é filho de León Ferrari e Alicia Barros Castro e irmão de Marialí e Ariel.

## Formação acadêmica
Concluiu o curso de Licenciatura em Matemática pela Universidade de Buenos Aires (UBA) em 1974 e se tornou Mestre em Estatística pela Universidade de São Paulo em 1978 e Doutor em Estatística pela mesma universidade, orientado por Enrique Daniel Andjel com a dissertação Invariant measures for the marked simple exclusion process. Realizou seu pós-doutorado na Universidade Rutgers entre 1983 e 1985, orientado por Joel Lebowicz.

## Carreira
Ferrari tornou-se Professor Titular da USP em 1978 e Livre Docente em 1988. Ocupou o cargo de Vice-Diretor duas vezes: sob a diretoria de Carlos Alberto de Bragança Pereira, de 1994 a 1998, e sob a diretoria de Siang Wun Song, de 1998 a 2002. Atuou também como pesquisador e vice-Diretor no Centro de Pesquisa, Inovação e Difusão em Neuromatemática (NeuroMat).
Desde 2009, quando regressou à Argentina, é pesquisador da Consejo Nacional de Investigaciones Científicas y Técnicas (CONICET). Ferrari faz parte do Grupo de Probabilidad de Buenos Aires. Atuou como professor no Departamento de Matemática da Faculdade de Ciências Exatas e Naturais da Universidade de Buenos Aires e, atualmente, é professor Emérito da UBA.
Ferrari atuou como professor visitante nas universidades de Rutgers, Paris, Santiago de Chile e Cambridge. Foi nomeado Membro Titular da Academia Brasileira de Ciências em 2011. Foi membro fundador da Sociedade Latino-Americana de Probabilidade e Estatística Matemática.
Ferrari foi editor associado de algumas revistas, como Annals of Probability e Probability Theory and Related Fields. Além disso, é um membro do Institute of Mathematical Statistics e do International Statistical Institute.

## Pesquisas e publicações
Ferrari é especialista em probabilidades e processos estocásticos e trabalha com a mecânica estatística.
Publicou mais de 125 trabalhos em revistas internacionais. Uma pequena seleção está listada abaixo:
- 1986: Reaction-diffusion equations for interacting particle systems.[11]

- 1989: An invariance principle for reversible Markov processes. Applications to random motions in random environments.[12]
- 1999: Phase transitions in driven diffusive systems with random rates.[13]
- 2007: Stationary Distributions of Multi-Type Totally Asymmetric Exclusion Processes.[14]
- 2009: Matrix Representation of the Stationary Measure for the Multispecies TASEP.[15]

## Reconhecimentos
Ferrari recebeu uma Bolsa Guggenheim em 1999 e o Premio Consagración Eugenia Sacerdote de Lustig na área de Matemática, Física e Astronomia da Academia Nacional de Ciências Exatas, Físicas e Naturais (ANCEFN) de Buenos Aires em 2011. Em 2013, recebeu o Prêmio Konex na área de Matemática.